# 遠沾日亨
遠沾日亨（えんてんにちこう、正保3年（1646年） - 享保6年12月26日（1722年2月11日））は、身延山久遠寺三十三世、江戸時代中期日蓮宗の僧。号は、遠沾院。

## 略歴
- 京都立本寺に生まれる
- 宝永元年（1704年）、日省から嘱を受け身延山へ登る。